# Aeropuerto Internacional de Changchun-Longjia
El Aeropuerto internacional Changchún Longjia ( IATA : CGQ , ICAO : ZYCC ) Aeropuerto Internacional Changchun Longjia - https://es.qaz.wiki/wiki/Changchun_Longjia_International_Airport es el aeropuerto principal de la ciudad-subprovincia de Changchun ubicado a 31 kilómetros del noroeste en el distrito de Longjia y a 76 km al noroeste de la Ciudad de Jilin en la Provincia de Jilin, República Popular China. Es eje principal para China Southern Airlines.

## Historia
La construcción de este aeropuerto fue aprobada en 1998 y comenzó su construcción el 29 de mayo de 2003. Inició sus operaciones el 27 de agosto de 2005. El nombre del aeropuerto (龙嘉), y la ciudad que se encuentra cerca, literalmente significa "Dragón afortunado". El nombre fue dado y escrito en la terminal del aeropuerto por el entonces primer ministro Zhu Rongji.El aeropuerto estaba destinado a reemplazar las operaciones de Dafangshen, que fue construido en 1941 por los japoneses como el aeropuerto de la capital de Manchukuo y se cerró para uso militar después que este inicio operaciones, y los vuelos comerciales desde y hacia el aeropuerto de Jilin fueron trasladados a Longjia del 3 de octubre de 2005.
Es el único aeropuerto civil que sirve a la totalidad de la provincia de Jilin. De acuerdo a los diseños originales en 1998, el aeropuerto se estima para servir a tan sólo 2 millones de pasajeros, pero el Gobierno Municipal de Changchun rechazó este diseño, creyendo que pronto sería insuficiente para las necesidades de la ciudad, que más tarde resultó ser una sabia decisión.
Sin embargo, debido a este retraso, el rediseño del aeropuerto no se inició hasta julio de 2001. El aeropuerto fue ampliado más tarde en 2009.

## Destinos
| Aerolíneas               | Destinos |
| ------------------------ | --- |
| Air China                | Pekín, Chengdu |
| Asiana Airlines          | Busan, Seúl |
| Beijing Capital Airlines | Haikou, Hohhot, Hangzhou, Qingdao, Zhengzhou. |
| Chengdu Airlines         | Chengdu, Tianjin. |
| China Eastern Airlines   | Pekín, Kunming, Nankín, Ordos, Shanghái-Pudong, Shenzhen, Shijiazhuang, Urumchi, Wuhan, Xiangyang. |
| China Southern Airlines  | Pekín, Changbaishan, Changsha, Chengdu, Chongqing, Dalian, Guangzhou, Guiyang, Haikou, Hangzhou, Hefei, Hohhot, Hong Kong, Jeju, Jinan, Kunming, Chubu, Nankín, Kansai, Muan, Qingdao, Sanya, Seúl-Incheon, Shanghái-Pudong, Shenzhen, Taiwán, Taichung, Taiyuan, Wuhan. |
| China United Airlines    | Pekín-Nanyuan. |
| Hainan Airlines          | Pekín, Dalian, Jinan, Haikou, Shenzhen. |
| Juneyao Airlines         | Shanghái-Pudong |
| Shandong Airlines        | Chongqing, Haikou, Jinan, Qingdao, Weihai, Xiamen, Yantai. |
| Shanghai Airlines        | Shanghái-Pudong. |
| Shenzhen Airlines        | Dalian, Guangzhou, Nankín, Shenzhen, Wuhan. |
| Sichuan Airlines         | Chengdu, Chongqing, Jinan, Kunming, Nankín, Sanya, Tianjin, Zhengzhou. |
| Spring Airlines          | Shanghái |
| Tianjin Airlines         | Hohhot, Tianjin, Tongliao, Xiangyang. |
| Xiamen Airlines          | Chongqing, Fuzhou, Hangzhou, Nankín, Qingdao, Xiamen, Zhengzhou. |

## Estadísticas
Ver fuente y consulta Wikidata.